# Руски охранителен корпус
Руският охранителен корпус (на руски: Русский охранный корпус; на немски: Russisches Schutzkorps Serbien) е корпус на въоръжените сили на Германия, действал през 1941 – 1945 година, по време на Втората световна война, в Югославия.
Създаден е през есента на 1941 година от руски политически емигранти в Югославия със съдействието на германските окупационни власти и сръбското колаборационистко Правителство на народното спасение и първоначално е самостоятелна единица, а в края на 1942 е присъединен към Вермахта. Командван от генерал Борис Щейфон, корпусът участва в действия срещу Югославската народна освободителна армия и Четниците, а от края на 1944 година и срещу настъпващите съветски войски. След края на Белградската операция Руският корпус отстъпва през Босна и Словения до Австрия, където се предава на британците.